# The Official Lebanese Top 20
The Official Lebanese Top 20 es la primera lista airplay semanal en Líbano, un conteo de los éxitos locales e internacionales más populares en todo el país. La popularidad de las canciones 'está determinado únicamente por la frecuencia de difusión radial en toda una semana determinada, auditado y elaborado por  Ipsos SA. The Official Lebanese Top 20 fue creada por John Saad, una personalidad de TV y radio  libanesa. Se distribuye a través de puntos de venta por lo menos cinco medios de comunicación que van desde cadenas de televisión a revistas y periódicos.

## Medios colaboradores
- Murr Television
- NRJ Radio
- Sawt Al Ghad
- The Daily Star
- Al Balad
- Revista L'Hebdo
- Revista Nadine
- Revista Mondanité
- Pikasso
- Grand Cinemas
- Disc Jockey
- Born Interactive
- Beiruting
- Purple
- Apps2you